# Msasani (Rungwe)
Msasani ist ein Verwaltungsbezirk (Ward) des Distrikts Rungwe in der tansanischen Region Mbeya.

## Geografie
Msasani  ist ein Bezirk im Südwesten von Tansania. Sein Gebiet umfasst den Südosten der Stadt Tukuyu und das angrenzende Land. Die Grenze im Westen bildet die Nationalstraße T10. Die Fläche des Bezirks beträgt 16,2 Quadratkilometer und bei der Volkszählung 2022 lebten hier 5891 Menschen in 1637 Haushalten.

## Gliederung
Der Bezirk besteht aus vier Orten (Kitongoji):
- Kasyeto
- Bulongwe
- Msasani
- Mabonde

## Wirtschaft und Infrastruktur
- Bildung: Das Tukuyu Teachers College wurde 1976 mit Mitteln der Weltbank eingerichtet und bildet Grundschullehrer aus.[5]